# Stormyrtjärnen (Sollefteå socken, Ångermanland)
Stormyrtjärnen är en sjö i Sollefteå kommun i Ångermanland och ingår i Ångermanälvens huvudavrinningsområde.